# Al-Bajadijja (Al-Minja)
Al-Bajadijja – miejscowość w Egipcie, w muhafazie Al-Minja. W 2006 roku liczyła 18 796 mieszkańców. Zamieszkana jest w większości przez chrześcijańskich Koptów.